# Cooper City
Cooper City es una ciudad ubicada en el condado de Broward en el estado estadounidense de Florida. Según el censo de 2020, tiene una población de 34 401 habitantes.

## Geografía
La ciudad está ubicada en las coordenadas 26°2′53″N 80°17′6″O / 26.04806, -80.28500 (26.04806, -80.284961). Según la Oficina del Censo de los Estados Unidos, Cooper City tiene una superficie total de 21.60 km², de la cual 20.82 km² corresponden a tierra firme y 0.78 km² es agua.

## Demografía
Según el censo de 2020, hay 34 401 personas residiendo en Cooper City. La densidad de población es de 1652,30 hab./km². El 59.34% de los habitantes son blancos, el 5.90% son afroamericanos, el 0.29% son amerindios, el 7.64% son asiáticos, el 0.05% son isleños del Pacífico, el 5.47% son de otras razas y el 21.31% son de una mezcla de razas. Del total de la población, el 31.80% son hispanos o latinos de cualquier raza.